# Volkswagen AP
A família de motores Volkswagen EA827 – (em alemão:  Entwicklungs Auftrag, ou "contrato de desenvolvimento"), também conhecida no Brasil como AP (sigla para alta performance ou alta potência) – são motores de combustão interna de 4 cilindros em linha, refrigerado a água, com bloco em ferro fundido. O VW AP foi comercializado em três cilindradas: 1600, 1800 e 2000 cc. Devido à sua abundância no mercado, e seu baixo custo de manutenção e de reposição de peças, o motor AP 4 cilindros é um dos mais utilizados para preparação. Esse motor
equipou até a sua 4ª geração de carros: Gol, Voyage, Parati e Saveiro.

## Características
Com um cabeçote de alumínio e comando de válvulas no cabeçote, esse motor passou a equipar alguns automóveis da Volkswagen no Brasil a partir de setembro de 1985. Trata-se de uma evolução dos motores VW MD, apresentados no VW Passat em 1974, sendo este uma versão brasileira do motor Audi EA827
O motor Audi 827 foi concebido pela equipe de Ludwig Kraus, um antigo engenheiro de competições da Mercedes-Benz. Kurt Lotz, o então diretor geral do grupo Volkswagen, solicita o projeto de um novo motor com comando de válvulas no cabeçote, de construção simples, porém robusta, baseado no conceito do “Mitteldruckmotor” (motor de taxa de compressão intermediária entre o ciclo Otto e o ciclo Diesel). O projeto fora confiado ao engenheiro Fritz Hauk, outro especialista em motores de alta performance.
De 1986 a 1989 foram oferecidas apenas duas versões, a AP-600 e a AP-800, respectivamente com 1,6 e 1,8 litros de cilindrada. Em 1989, foi introduzida a versão AP-2000, de 2 litros, motivo pelo qual as versões de menor deslocamento foram rebatizadas de AP-1600 e AP-1800.
No Brasil, o Volkswagen AP equipou os seguintes veículos: Passat, Santana, Santana Quantum, Gol, Parati, Voyage, Saveiro, Apollo, Logus, Pointer, Polo Classic e Van.
A Gurgel também utilizou o motor VW AP no jipe Carajás, nas versões: Gasolina, Álcool 1.8 com 97 cv (ambos usados no VW Santana); ou Diesel 1.6 com 50 cv (usado na VW Kombi Diesel).

## A origem: o motor BR
No Brasil foi lançado no Passat em 1973, esse motor refrigerado a água foi um grande impacto. Contrariou inclusive um slogan da Volkswagen na época, que criticava os motores com refrigeração a água: “ar não ferve”, em referência aos seus clássicos Boxer refrigerados a ar. Em 1976 foi lançada a versão 1.6, denominada BS, equipando o esportivo Passat TS. Uma curiosidade é que o Passat TS a etanol só usou o motor 1.6 (BS) movido a álcool no seu último ano, 82, antes ele usava o motor 1.5 (BR) com o Solex Simples, devido à incompatibilidade do Solex Duplo Alemão com o combustível.
Em 1983 foi lançado o motor MD-270, chamado motor Torque, com alterações na taxa de compressão, comando e pistões, além de carburador de corpo duplo e ignição eletrônica de série.
Em fins de 1985 passou a ser chamado de AP pois a sua versão anterior tinha bielas muito curtas de 136 mm, o que ocasionava um motor batedor, ou seja, que vibrava muito devido ao tamanho pequeno das bielas. A versão 1.8 ainda possuía bielas menores quando foi lançada. Este motor equipou o primeiro Passat GTS Pointer, de 1984 e 1985, Gol GT, em 1984 e 1985, e Santana, em 1984 e 1985 também, e ainda não se chamava AP, só foi denominada AP a versão com bielas maiores de 144 mm que equipou a linha VW a partir de setembro de 1985, denominada AP 1800 ou AP 1800S, devido ao comando importado da Alemanha, o tão famoso 049G. Mais tarde viria o AP 2000, que  equipava em 1989 o Gol GTI apresentado naquele ano no Salão do Automóvel, em São Paulo, daí as versões AP 600 e AP 800 seriam  rebatizadas de AP 1600 e AP 1800.
Em 1995 chegava ao brasil o Golf Geração III, importado do México, trazendo uma nova era de motores, os famosos EA 837 "Cross-Flow" que equipava os Golf GLX e GTI. Estes motores eram 2.0 com blocos de 259 mm e Bielas de 159 mm que ocasionavam uma rotação suave devido à menor vibração do motor, por ter bielas bem mais longas que os Motores AP de 144 mm, o que melhorava consideravelmente a relação R/L do motor. (Radius (raio) / Length (comprimento). Raio do virabrequim (metade do curso dos pistões) pelo comprimento, alusivo às bielas.) Em 1999 este motor passou a ser produzido no Brasil para equipar o Golf IV que era produzido na planta de São José dos Pinhais, PR, fazendo parte da família EA 113, que incluía também uma versão 1.6 SR que equipou também o Golf, Audi A3 nacional e os espanhóis Seat Cordoba, Ibiza e Vario até 2001. Mais tarde, em 2002, este motor passou a equipar o Polo hatch e sedan, também produzido no Brasil. Em 2009 tornou-se flex e em 2011 até 2015 equipou o Jetta. Este motor 2.0 conviveu com o AP 2000 até 2012 quando foi descontinuado com o final da produção da Pararti.
Durante o funcionamento do motor os pistões sobem e descem movimentando o virabrequim. A biela, que oscila de um lado para o outro à medida que o virabrequim gira, forma um ângulo com o plano do cilindro. É fácil entender que, quanto maior for o curso do virabrequim e mais curtas forem as bielas, mais acentuado será esse ângulo, tornando mais intensas as forças laterais dos pistões sobre os cilindros.
Quanto maior a força lateral, maiores serão as vibrações originadas de maiores forças de inércia, as quais respondem pela aspereza de funcionamento. É aí que entra a relação r/l: uma fórmula simples para saber se o comprimento das bielas é adequado ao curso dos pistões, um modo de saber até onde foi o cuidado dos engenheiros com esse aspecto de rendimento e prazer de dirigir.
O limite para uma relação r/l ideal é 0,3. Quanto maior a biela, melhor para o motor. Uma biela infinitamente longa seria o ideal, mas quanto mais longa, maior terá de ser sua resistência para que não venha a dobrar, empenar e/ou quebrar.

## A denominação AP (Alta Performance)
Em 1985 a Volkswagen do Brasil realizou um novo aprimoramento dos motores, que eram montados com as bielas fora das especificações dos motores VW alemães. As bielas dos motores MD-270 tinham apenas 136 mm de comprimento, o que causava muita vibração e aspereza no funcionamento nos motores 1.8.
A solução encontrada foi alterar o comprimento da biela para 144mm, gerando um ótimo funcionamento do conjunto, tanto nas versões 1.6, 1.8 e também nos 2.0 com cabeçotes 8 válvulas.
Estes motores contaram com outras versões com cabeçotes com fluxo cruzado (admissão de ar por uma lateral e escape de ar pela outra lateral) e também com cabeçotes com 16 válvulas e comando variável (DOHC). A partir destas alterações, a VW optou por aumentar o comprimento das bielas para 159mm suavizando ainda mais o funcionamento e melhorando a eficiência dos motores nos regimes de altas rotações. Com isso ganharam o nome interno na fábrica de Biela Longa, apelidado popularmente como "Bielão".

## Ciclo Diesel
O motor Volkswagen AP teve uma versão a diesel que equipava a Volkswagen Kombi nos anos 80. Era derivado dos motores 1.6 e 1.9 do Passat brasileiro e alemão a gasolina. Por ser montado na traseira, apresentava uma refrigeração deficiente, o que resultava em baixa vida útil. Este motor também saiu em algumas unidades da Volkswagen Saveiro e do Gurgel Carajás, o que foi um grande sucesso pois o motor ficava na frente do carro e podia ser melhor ventilado e entregava boa potência e baixo consumo, porém o governo brasileiro restringiu o uso de motores diesel aos utilitários com capacidade de carga de no mínimo 1 tonelada e tração integral, evitando que a Volkswagen lançasse modelos de carros populares, como o Gol, e encerrasse a venda deste motor no Brasil. Hoje Saveiros, Kombis e Carajás que ainda utilizam motor AP a diesel são raros, pois poucos foram fabricados, vários foram convertidos em gasolina ou álcool e não podem mais voltar ao diesel e cobiçados pois são legalizados para utilizar este combustível. Muitos proprietários acabam importando outros motores a diesel da linha Volkswagen, principalmente da Argentina, para usar na Saveiro ou Kombi, sendo perfeitamente possível a legalização no caso das que realmente foram fabricadas utilizando este combustível e ainda se mantiveram utilizando-o. Esses motores eram muito confiáveis a não ser pela correia dentada que acionava não só o comando no cabeçote do motor como também a bomba (Bosch) de alimentação dos bicos injetores.
Outra característica era a injeção do tipo indireto usado nos 1.6 e 1.9 primeiros anos, o que fazia que eles precisassem de altas taxas de compressão (20 a 23:1). Os modelos atuais usam injeção direta de diesel.
Na Alemanha o 1.9 Diesel passou a ser eletronicamente gerenciado em 1996 e turbo-alimentado em 1998. Por lá estes motores são um sucesso pois são muito fortes, consomem muito pouco e chegam a fazer 28 km/l além possuírem um nível de ruido e necessidade de manutenção muito baixa.

## Autolatina
De 1989 até 1996 também equiparam alguns veículos Ford: Del Rey, Belina, Pampa, Escort, Verona, Versailles e Royale, em virtude da joint-venture com a VW chamada Autolatina, que durou até 1996.
Os primeiros a receber o motor AP foram:
Escort: Recebeu o motor AP 1800 nas versões L e GL (opcionalmente), Ghia, XR3 e XR3 Conversível em 1989. A partir de 1993 com a nova geração continuou com esses motores, sendo que a XR3 passou a vir com motor AP 2000i. Em 1994 o carro passa a vir equipado nas versões L e GL com o motor AP 1600 com injeção eletronica digital monoponto, assim também os motores AP 1800 ganham este mesmo sistema. Em 1996 chega a versão Racer, que também usa o mesmo AP 2000i. O modelo deixou de usar motores AP a partir da nova geração para a linha 1997, com a chegada dos motores Zetec 1.8 16V de origem Ford.
Del Rey e Belina: Recebeu o motor AP 1800 em todas as versões, L, GL, GLX e Ghia, até a descontinuação do modelo em 1991 com a chegada do Versailles.
Pampa: Recebeu o motor AP 1800 de série em todas as versões 4x2, L, GL e S. A partir de 1993 como modelo 1994 a versão L passou a ter opção de motor AP 1.6 até ser substituída pela Courier em 1998. As versões 4x4 continuaram com o CHT. 
Verona: Recebeu o motor AP 1800 opcionalmente na versão LX e de série na versão GLX. A partir de 1993 a linha passa a vir somente com os motores AP, 1800 para LX, GLX e AP 2000i na Ghia. Em 1994 o motor AP 1800 ganha injeção monoponto e em 1995 chega a versão esportiva S com motor AP 2000i. A partir de 1997, o Verona deixou de existir, se tornando Escort Sedan e usou motor Zetec 1.8 16V.
Versailles e Royale: Recebeu os motores AP 1800, AP 2000 e AP 2000i em 1991, sendo o primeiro Ford no Brasil a vir com injeção eletrônica na versão 2.0i Ghia. A partir de 1993 as versões GL equipadas com motor AP 1800 passaram a ser equipadas com injeção monoponto a gasolina e em 1994 movidos a etanol também. Em 1996 os modelos foram descontinuados.
A linha VW também foi beneficiada com estas tecnologias, uma vez que a partir de 1994 as injeções dos motores AP 1800 e AP 2000 passaram a ser produzidas pela Ford, a ECC-IV, monoponto e multiponto respectivamente.

## Injeção Eletrônica
Foi o primeiro motor brasileiro a apresentar um sistema de injeção eletrônica, em 1989, no Gol GTI.
Ao longo do tempo, este motor utilizou diversos sistemas de injeção eletrônica:
Bosch LE Jetronic multiponto analógica (AP 2.0 de 1989 a 1994);
No início, o sistema de injeção Bosch LE Jetronic apresentava falhas ao passar perto de torres de televisões e rádios devido a falta de blindagem do módulo de ignição eletrônica EZK, falha corrigida logo no início da produção. A injeção eletrônica trazia um marco ao nosso país pois os antigos carburadores bastante confiáveis, mas que tinham um nível de consumo alto, foram trocados pela injeção, e com isso esse nível foi baixado para até cerca de 20% e passava um pouco mais de confiabilidade ao motorista que frequentemente afogava o carro pela manhã para poder ligá-lo. Na injeção, o simples toque da chave já ligava o motor e assim, podia-se sair sem aquece-lo previamente.
Mas como nem tudo são flores, a injeção eletrônica requer equipamentos apropriados e uma mão de obra especializada, o que eleva a sua mão de obra a pelo menos 4 vezes mais cara frente a manutenção do carburador.
FIC ECC-IV digital monoponto (AP 1.6 e AP 1.8 de 1995 a 1996), FIC ECC-IV digital multiponto (AP 2.0 de 1995 a 1996). Esta injeção existiu durante o joint-venture Autolatina.
Magneti Marelli 1AVB/1AVP multiponto sequencial (1997 em diante, para todas as cilindradas).
O motor AP 2000i também introduziu a injeção eletrônica na linha Ford do Brasil com o Versailles 2.0i Ghia, lançado em junho de 1991.

## 16 Válvulas
Em 1995 a Volkswagen do Brasil colocou no mercado uma versão do VW AP com cabeçote de 16 válvulas DOHC, que equipava o Gol GTI 16V, e posteriormente a Parati GTI. Tratava-se de uma versão melhorada do AP 2.0, com bloco mais alto e bielas mais longas de 159mm idênticas ao Golf GLX e GTI 1995-1998, no 2.0 foi um sucesso mas a Volkswagen limitou a venda desses carros pois mais tarde iria implantar nos carros de baixa cilindrada como o 1.0, que não foi um sucesso pois causava superaquecimento devido ao radiador ser o mesmo tamanho do 1.0 8 válvulas.
Este cabeçote de 16 válvulas DOHC foi desenvolvido pelo engenheiro Fritz Indra, que então trabalhava no departamento de competições da Audi Performance. Possui a mesma arquitetura dos cabeçotes utilizados nos lendários Audi Quattro S1. Lembrando que esses cabeçotes foram utilizados no Audi 80.

## AP 1600 e 1800 Total Flex
Em sua versão 1.6 foi o primeiro motor nacional bicombustível.
Em 2003, a Volkswagen do Brasil colocou no mercado o Gol "Total Flex", o primeiro veículo brasileiro que permitiu a utilização de álcool hidratado (E100), gasolina (E22) ou qualquer mistura entre os dois. Inaugurou um novo conceito de motorização que permite ao consumidor a escolha do combustível de acordo com sua necessidade: desempenho, autonomia ou economia.
Esses motores ganharam potência e  torque e em 2008 foram levemente reformulados, ganhando mais potência: de 97cv para 99 cv (gasolina) e de 99cv para 101 cv (Etanol). A partir de 2008, o motor AP - na linha Gol -, deixou de ser a única opção, pois, com o lançamento da linha G-V, o motor VHT se tornou a opção mais moderna e dinâmica frente a este modelo, por incorporar a posição transversal e mais dinamismo.
Vale lembrar, que por alguns meses, a Volkswagen fabricou em conjunto o Gol G-IV e G-V em suas versões mais completas (AP 1600 e AP 1800 para o G-IV, junto do G-V em motorização única, VHT 1.6). Isso perdurou até 2009, quando o motor AP para o Gol, deixou de ser oferecido.
No entanto, a Parati continuou a ser equipada com tais propulsores (geralmente destinada a frotistas - incorporando, até, itens raríssimos como air bag duplo que também estava na lista de opcionais da linha gol 1.6 em 2008), quando deixou de oferecer o AP 1800 em seus últimos momentos.
A Saveiro e a Parati foram os últimos modelos de série fabricados no Brasil a dotar do motor AP, nas versões 1.6 e 1.8.